# Lucio Cornelio Silla Felice
Lucio Cornelio Silla Felice (in latino: Lucius Cornelius Sulla Felix; 1 circa – dopo il 41) è stato un magistrato romano, console dell'Impero romano.

## Biografia

### Origini familiari
Rampollo dell'illustre gens Cornelia, e in particolare dal nobile ramo dei Cornelii Sullae, Lucio aveva un'ascendenza di tutto rispetto nel panorama della Roma proto-imperiale. Suo fratello maggiore era Fausto Cornelio Silla, console suffetto nel 31 e secondo marito di Domizia Lepida, madre di Valeria Messalina, sorella di Gneo Domizio Enobarbo console ordinario del 32 (marito di Agrippina minore e padre di Nerone), e figlia di Lucio Domizio Enobarbo, console ordinario del 16 a.C., e di Antonia maggiore, a sua volta figlia del triumviro Marco Antonio e di Ottavia minore, sorella di Augusto: dal matrimonio tra Silla e Domizia nacque Fausto Cornelio Silla Felice, sposato con la figlia di Claudio Antonia dopo che il primo marito, Gneo Pompeo Magno, fu ucciso con la sua famiglia attorno al 46. Padre di Fausto e Lucio era un Cornelio Silla Felice che, frater Arvalis, morì nel 21 di malattia prima di ascendere al consolato; loro madre fu Sestia, che in seconde nozze sposò Mamerco Emilio Scauro, console suffetto nel 21: Scauro era inoltre fratello uterino del defunto frater Arvalis. Trisavoli di Fausto e Lucio erano nientemeno che il grande dictator Lucio Cornelio Silla e il grande generale Gneo Pompeo Magno: dai rispettivi figli Fausto Cornelio Silla e Pompea erano infatti nati il padre del defunto frater Arvalis e una Cornelia, che, sposando un Quinto Emilio Lepido, aveva generato Manio Emilio Lepido, console ordinario dell'11, Emilia Lepida, prima moglie di Mamerco Scauro e poi di Publio Sulpicio Quirinio, console ordinario del 12 a.C., e probabilmente un'altra Emilia Lepida, moglie del console ordinario del 6 Lucio Arrunzio.

### Carriera
Della carriera di Lucio, non molto è noto: sembra essere stato lui ad aver, nel 21, subito le accuse di Gneo Domizio Corbulone, ex pretore, per non avergli lasciato il posto durante uno spettacolo di gladiatori. Se Corbulone aveva dalla sua il peso dell'età, il patrius mos e le simpatie dei senatori, dalla parte di Lucio si schierarono tutti i suoi importanti parenti, tra cui Mamerco Scauro e Lucio Arrunzio: la questione fu aspramente dibattuta finché Druso minore, console in carica, non intervenne a placare gli animi, portando Corbulone a ricevere soddisfazione da Scauro, che, nota Tacito, era al contempo zio paterno e patrigno di Lucio.
Dopo aver ricoperto la pretura come praetor peregrinus nel 29, Lucio arrivò al consolato, assunto come ordinario per il primo semestre del 33, affiancando il futuro imperatore Galba, all'epoca noto come Lucio Livio Ocella Sulpicio Galba, coppia sostituita a luglio da Lucio Salvio Otone e Gaio Ottavio Lenate. Il consolato di Lucio e Galba vide eventi drammatici e di grande importanza per Roma: il matrimonio organizzato da Tiberio per Drusilla e Livilla, figlie di Germanico, rispettivamente con Lucio Cassio Longino e Marco Vinicio; la richiesta di Tiberio di essere accompagnato da Macrone, alcuni dei tribuni e dei centurioni ogni volta che entrasse in senato; la grande crisi di credito; la morte di Considio Proculo e la condanna di Pompea Macrina; la precipitazione del ricchissimo Sesto Mario e il bagno di sangue contro i seguaci di Seiano; il matrimonio del giovane Caligola, appena nominato questore con la garanzia che avrebbe ricevuto le altre cariche con cinque anni di anticipo, con Giunia Claudilla; la profezia di Tiberio sul regno di Galba; la triste morte di Gaio Asinio Gallo, Druso Cesare e Agrippina maggiore, tra gli insulti di Tiberio; il decesso di Marco Cocceio Nerva e di Munazia Plancina; il matrimonio impopolare tra Giulia Livia, figlia di Druso minore, con Gaio Rubellio Blando; la morte di Lucio Elio Lamia, Lucio Pomponio Flacco e Marco Emilio Lepido; le accuse di Tiberio ai senatori per rifiutare i governatorati delle province.
Un'iscrizione trovata nella città galata di Antiochia di Pisidia, di cui Lucio sembra essere stato duoviro onorario, svela poi una notizia inaspettata: Lucio viene in essa definito "genero di Germanico Cesare", e, dal momento che delle figlie di Germanico Drusilla rimase sposata con Lucio Cassio Longino fino al divorzio imposto da Caligola per farla avere al suo favorito Marco Emilio Lepido mentre Livilla rimase sposata con Marco Vinicio fino alla sua morte nel 41, è inevitabile pensare che Lucio abbia sposato Agrippina minore, evidentemente nel periodo tra la morte di Gneo Domizio Enobarbo nel 40 e il nuovo matrimonio con Gaio Sallustio Passieno Crispo nel 41-42. Forse la necessità di Agrippina di trovare un nuovo marito in Passieno Crispo potrebbe indicare che Lucio fosse morto nel 41, ma, allo stato attuale della documentazione, non è possibile chiarire la questione con certezza, giacché Lucio scompare dalla storia.